# Carlos Cuadrado
Carlos Cuadrado, né le 1er juin 1983 à Barcelone, est un ancien joueur de tennis espagnol. Il est droitier, et entraîné par Carlos Martinez.
Il a remporté le tournoi de Roland-Garros junior en 2001.
Son meilleur rang au classement ATP en simple est un 222e rang, acquis le 10 avril 2006. En double, il s'agit d'une 506e place, obtenue le 28 janvier 2002.